# Белые в Великобритании
Бе́лые в Великобрита́нии (англ. White people in the United Kingdom) — расовая и многоэтническая группа жителей Великобритании, которые воспринимают себя и воспринимаемы окружающими как белые люди. Белые как в прошлом, так и в настоящее время составляют большинство населения, проживающего в Великобритании: 82,9 % по британской переписи 2021 года. Данный пропорциональный показатель существенно снизился с 2001 года, когда доля белых в населении Великобритании составляла 92,1 %.
Служба национальной статистики разделяет белых людей на несколько подгрупп с различными вариантами терминологии для разных юрисдикций Англии и Уэльса, Шотландии и Северной Ирландии: это белые британцы, белые ирландцы, белые или ирландские цыгане, белые прочие и белые поляки в Шотландии. В Северной Ирландии данные о расовых группах собираются иначе: там используется лишь термин «белые», — а также отличается этническая идентификация («британцы», «ирландцы», «северные ирландцы» и их комбинации).
Закон о британском гражданстве содержит положения о современном британском гражданстве и национальности, и именно он влияет на определение статистическими органами правительства Великобритании или неформально в СМИ и научных трудах, кто является белыми в Великобритании. Миллионы белых в Великобритании, обладающие британским гражданством, на переписях не относят сами себя к этносу белых британцев или его подгруппам (белым англичанам, белым валлийцам, белым шотландцам).
Вне статистических вопросов переписи белые в Великобритании являются предметом академических исследований, общественных обсуждений в международных и британских СМИ и широко трактуются как распространённый в стране расовый или социальный класс.

## Терминология и история понятия
Белые в Великобритании являются предметами изучения, опросов и анализов как демографическая, антропологическая, экономическая и социальная группа. Масштаб определения зачастую выходит за рамки категоризации Службой национальной статистики и за рамки этнических или национальных подкатегорий, таких как белые британцы или белые поляки.

### Перепись
Данные о белых, проживающих в Великобритании Служба национальной статистики собирает в ходе переписи населения Великобритании вне зависимости от их гражданства. Поскольку переписи проводятся раз в десятилетие, каждый раз они уточняются новыми категориями, призванными ещё объективнее отразить подгруппы белых в стране. В переписи 2011 года белые подразделялись на следующие подгруппы: белые британцы, белые ирландцы, белые или ирландские цыгане, белые поляки (в Шотландии) и прочие белые. В терминологии и фразировке этих категорий наблюдаются небольшие отличия между административными регионами Англии и Уэльса, Шотландии и Северной Ирландии.

### Использование в научном сообществе и госуправлении
Многие учёные, преподаватели, статистики и научные работники, как и правительственные ведомства, исследовательские центры, профсоюзы и благотворительные учреждения выделяют белых Великобритании в качестве заметной демографической, исторической, антропологической, экономической, социальной и расовой группы.
В терминологии правительства Великобритании категория белых используется для определения и понимания демографического состояния страны. Служба национальной статистики собирает из переписей населения в том числе данные о белых людях. Децентрализованные администрации — Шотландское правительство и Валлийское правительство — используют эту расовую категорию для влияния на социальную ситуацию и ситуацию с равенством. Такие министерства, как Хоум-офис и Министерство юстиции, службы, как Секретариат Кабинета министров, канцелярия мэра Лондона и Инспекция полиции Её Величества, и общественные организации, как Комиссия по равенству и правам человека и Статистическое управление Великобритании, проводили исследования и анализ тех людей, кого они определяют как белые в пределах Великобритании.
Такие научные, исследовательские и статистические организации, как Кабинет британских выборов, NatCen Social Research, ICM Research и Savanta ComRes, определяют и категоризуют белых, проживающих в Великобритании, для изучения и проведения опросов людей из разных слоёв. Такие исследовательские центры, как Институт политических исследований, Фонд решимости, Институт Смита, Научно-исследовательский центр социальных вопросов, Ассоциация паралича и Британский конгресс тред-юнионов, также используют категорию белых в Великобритании.
Такие социологи, научные сотрудники в общественных науках и теоретики расы и этноса, как Питер Д. Эспиналл, Ричард Дайер и Мэри Д. Хикман, идентифицируют белых в Британии как разделённую на части социальную и расовую категорию. Профессора Дэвид Р. Уильямс и Эндрю Хэттерсли изучали состояние здоровья и генома людей, которых они определяли как белых, или белых европейцев, в Великобритании.

### Мифы об однородности
Антропологи профессор Джанетт Эдвардс, д-р Джиллиан Эванс и д-р Кэтрин Смит в 2012 г. опубликовали следующее:
Антропологические исследования белых в Британии, однако, подорвали стереотип об однородности белого британства, особенно с точки зрения классовых различий и территориальной принадлежности. Например, работа Ронни Франкенберга 1957 года о горняцкой деревне в Северном Уэльсе показала резкое разделение самими жителями себя на своих и чужих, и это разделение повторялось снова и в последующих этнографических примерах из Британии (например, Эдвардса 2000 г.; Рэппорта 1993 г.; Стратерн 1981 г.).
Д-р Крис Джиллиган из Университета Западной Шотландии утверждает, что «идея о том, что белые в Великобритании представляют собой расу или этнос основана на расовом мышлении. Это работает по логике расовых отношений и не оспаривает её.» В своём исследовании 2015 г. стипендиат Университета Саутгемптона д-р Розалинда Уиллис изучила внутреннее разделение категории белых ирландцев в Англии, где обнаружила примеры отличий от белых британцев, которые культурно пренебрегаются или отвергаются. По данному вопросу профессор Мэри Д. Хикман написала, как комбинация признания инородности этнических ирландцев и предпосылки о позитивности интеграции (то есть устранения этой инородности) обеспечила «молчаливую поддержку „мифу об однородности“ белых в Британии».

## Демография
Как в прошлом, так и в настоящее время белые являются большинством населения Великобритании. Переписью населения Великобритании 2011 г. зарегистрировано 51 736 290 белых британцев, 1 105 673 белых ирландца, 63 193 белых или ирландских цыгана, 61 201 белый поляк (только в Шотландии) и 2 107 195 белых прочих, составляющих общее число белого населения в 55 073 552 человека, или 87,2 процента населения страны. Эти показатели не включают в себя людей, которые сами себя определили как смешанный этнос.
Численность белых в 2011 г. на 919 654 чел. превышала их численность по переписи населения Великобритании 2001 г. Две из трёх подкатегорий (белые британцы и белые ирландцы), выделявшихся в 2001 г., выросли в абсолютном выражении, показав явный прирост. Белая часть прочей категории сократилась на 988 974 чел. Снижение общей доли белых в населении страны с 92,1 % до 87,2 % свидетельствует о депопуляции белых на национальном уровне.
Переписью 2001 г. зафиксирована небольшая разница в числе белых мужчин и белых женщин.
| Категория по переписи     | Численность (2001) | Доля (2001) | Численность (2011) | Доля (2011) |
| ------------------------- | ------------------ | ----------- | ------------------ | ----------- |
| Белые британцы            | 50 366 497         | 88,5 %      | ▲51 736 290        | ▲81,8 %     |
| Белые ирландцы            | 691 232            | 1,2 %       | ▲1 105 673         | ▲1,7 %      |
| Белые / ирландские цыгане | 0                  | 0 %         | ▲63 193            | ▲0,1 %      |
| Белые поляки (Шотландия)  | 0                  | 0 %         | ▲61 201            | ▲0,1 %      |
| Белые прочие              | 3 096 169          | 2,4 %       | ▼2 107 195         | ▼3,5 %      |
| Всего: Белые              | 54 153 898         | 92,1 %      | ▲55 073 552        | ▼87,2 %     |

### Образование
По переписи 1991 г. белые являлись группой, у представителей которой с высокой вероятностью есть высшее образование. По переписи 2001 г. данная ситуация изменилась, и такой группой стали британские афро-карибки и британские индийцы обоих полов.
На основе опроса NSEM Института политических исследований 1994 г., в исследовании, опубликованном в Интернешнл мигрейшн ревью, определён фактор этого изменения и дополнительно установлено, что в возрасте 21—64 лет 13,8 % британских индуистов имели высшее образование, в отличие от аналогичного показателя 11,3 % у «белых христиан» в Британии. Отчёт Валлийского правительства 2007 г. О дискуссии про находящуюся в этническом меньшинстве молодёжь на основе данных 2005 г. от СНС заключил: «Интересно, что британские китайцы, чернокожие африканцы, британские индийцы и прочие азиаты с большей вероятностью имеют дипломы, чем белые в Великобритании».

## История

### Британская империя
История расовой классификации белых начинается с основания европейских колоний в Азии, Африке и Америке, где они соседствовали с людьми других рас. Британский историк Марика Шервуд пишет, что, хотя из этого и не следует, что «все белые в Британии были вдохновлены расизмом», классификация «белой расы» возникла в XIX веке частично из-за усиления евгеники и развития мысли в сторону научного расизма, когда антропологи стали выделять белых как отдельную от африканцев и азиатов расу.
В 1767 г., после того как Джон Фозергилл пренебрежительно назвал вест-индийских плантаторов (связанных и с Ост-Индской компанией) набобами, Дейли газеттир в контексте их возвращения в Англию обвинил их в коррумпировании британской политической системы и пригрозил, что «те, кто вскормил тиранов своими чернокожими рабами, могут попытаться привести и белых [в Британии] в такое же положение с помощью аристократии».

### Межвоенный и послевоенный периоды
Социолог Питер Д. Эспиналл проанализировал, какую общественную реакцию межрасовые браки в Великобритании как феномен вызвали со стороны белых в межвоенный и послевоенный периоды. Она варьировалась от одобрения до жестокости и расизма в отношении афроамериканских солдат, китайских моряков и детей, родившихся от их отношений с белыми женщинами. Эспиналл как эксперт по этносам писал:
Такие переживания пришлось перенести межрасовым личностям, парам и семьям на протяжении всего XX века, когда одно их присутствие провоцировало или обостряло ненависть со стороны белых в Британии, как видно из многочисленных „расовых волнений“, беспорядков и нападений, которые случались за всё это время.
Существование послевоенного периода истории признано высокой оценкой Месяцем негритянской истории заслуг школы Милл-Хилл в публикации краткой истории о поколении Уиндраша, включая оскорбления, которые людям, таким как Флоэлла Бенджамин, пришлось претерпеть при прибытии: «К несчастью, многие белые в Британии не привечали вновь прибывших, а вместе с ними и Флоэллу, и многие из них, подобно ей, столкнулись с ненавистью и жестокостью». Политик Инок Пауэлл, прославившийся своей антииммигрантской речью о реках крови, назван некоторыми СМИ первым, кто определил белых как расовую группу по интересам в Британии. В 1971 г. Пауэлл утверждал, что «белые сдерживаются для размещения в стране азиатов и чернокожих».

### Конец XX века
Согласно квартальному «Обзору рабочей силы» СНС, в 1993—1994 гг. белые прошли больше оплачивемых работодателем тренингов на душу населения, чем группы меньшинств в Великобритании. Анализ экономистов профессора Майкла Шилдса и д-ра Стивена Уитли Прайса установил, что эта ситуация может представлять собой провал британских законов о равенстве в сфере занятости. Ключевой деятель в сфере подобного законодательства Энтони Лестер в 1991 г. заявил, что «белые в Британии не имеют унаследованной вины за прошлое, которая ощущается в Америке за период рабства, хотя им есть много за что её почувствовать».
В другом сравнении с Америкой, признавая, что «любой портрет Британии как рая мультикультурализма и дружбы народов является преувеличением», профессор Университета Мэриленда Эрик Усланер всё же отметил, что «эффект сегрегации по гражданскому законодательству намного более отчётлив для белых в США, чем для белых в Британии». Учёный Рон Уолтерс также обратил внимание на значение корреляции между белым большинством и характером его поведения в Великобритании и США. Преподаватель Кларенс Лусане оценил использование Уолтерсом таких тем, как «культурная схожесть в отношении расовой позиции белых в Британии и США» и «восприятие белыми принимающими обществами» чернокожих общин.

### XXI век
В сериале Би-би-си «Белые» сделана попытка раскрыть проблемы связанного с белыми класса и расовые проблемы в стране. Преподаватель Врон Уэр назвал этот документальный сериал «провокационным и претендующим на исследование маргинальности белых рабочих в Британии». На основе данных о списочном составе избирателей, белые в большинстве своём проголосовали за выход из Европейского союза на референдуме по брекситу 2016 года в преобладающих пропорциях по сравнению с другими расовыми группами страны.

## Известные представители

### Искусство и шоу-бизнес
Многие выдающиеся актёры и актрисы, происходящие из Великобритании или проживающие там, принадлежат к числу белых. Театральный актёр Ричард Бербедж, современник Уильяма Шекспира, имел английские корни. Джон Беннетт и американец Орсон Уэллс провели много лет в Великобритании, работая на британском телевидении и радио и имея английское происхождение, как и Лоренс Оливье. Ивонн Брайсленд и Джон Джастин были европейско-аргентинского и европейско-южноафриканского происхождения, соответственно.
Английское происхождение имеют такие актёры, как Патрик Стюарт, Кристиан Бейл, Лоренс Фокс, Эдвард Холкрофт, и актрисы, как Флоренс Пью, Джесси Кейв, Эмма Уотсон и Дейзи Ридли. Джозеф Файнс и Том Харди имеют английско-ирландское происхождение. Уроженец Дублина Майкл Гэмбон и шотландец Джерард Батлер имеют ирландское происхождение.
Актриса Имоджен Путс имеет английское и североирландское происхождение, а Тильда Суинтон — английские и шотландские корни. Актёры Джонатан Прайс и Энтони Хопкинс имеют валлийское, а Тэрон Эджертон — английское и валлийское происхождение. Актриса Луиза Райнер имела еврейско-германское, а Эд Скрейн — английское и еврейско-австрийское происхождение.

### Радио, телевидение и журналистика
Многие воспринимают белыми некоторых известных британских журналистов, теле- и радиоведущих. Журналисты Дэвид Димблби, Фиона Лэмдин, Сара Сэндс и бывший ведущий-руководитель Джеймс Пернелл имеют английское происхождение. Диктор Хью Эдвардс имеет валлийское происхождение. Директора вещания Джеймс Хардинг и Иэн Катц имеют английское и еврейско-британско-южноафриканское происхождение, соответственно.
Ведущая Кэролайн Флэкк имеет английское, а уроженка Дублина Лора Уитмор и шотландка Лоррейн Келли — ирландское происхождение.

### Юмор
В конце XX — начале XXI вв. в одних из самых заметных британских комедийных сериалов Пип-шоу, Френч и Сондерс, Бо' Селекта!, Могучая куча, Мелкобритания и Лига джентльменов принимали участие такие белые авторы комедий и комики, как Ли Фрэнсис, Рис Шерсмит, Ноэль Филдинг, Дженнифер Сондерс, Роберт Уэбб, Дэвид Уолльямс и Мэтт Лукас. Они в основном имеют английское происхождение, как и стендап-комик Дэниел Китсон, хотя Ноэль Филдинг частично происходит от французов, а Мэтт Лукас по материнской линии является германским евреем.

### Музыка
Многие музыканты и артисты различного этнического происхождения, рождённые или проживающие в Великобритании и добившиеся коммерческого и культурного успеха, в СМИ определяются как белые. Певцы — авторы песен Элтон Джон, Стив Уинвуд и Сэм Смит, певицы Мэзз Мюррей, Сэм Бэйли, Рут Коупленд и члены дуэта Disclosure имеют английское происхождение. Певицы Петула Кларк и Адель имеют английское и валлийское происхождение.
Дасти Спрингфилд, как и Бой Джордж, имела ирландское происхождение. Двое из самых продаваемых британских артистов, Пол Маккартни и Эд Ширан, имеют английское и ирландское происхождение. Джей Кей имеет английское и португальское происхождение. Оперная певица Аделина Патти, осевшая в Уэльсе, имела корни в Италии. Джесс Глинн имеет английское и еврейско-британское, а Келли Осборн — английское, ирландское и ашкеназское происхождение.

### Спорт
Многие известные люди, связанные со спортом в Великобритании, происходящие из Великобритании или базирующиеся в этой стране для участия в соревнованиях, могут быть идентифицированы как белые. Футболист Фил Фоден и регбист Том Митчелл имеют английское происхождение. Бывшие футболисты и национальные капитаны Уэльса и Англии Винни Джонс и Дэвид Бэкхем имеют английско-валлийское и английско-еврейско-британское происхождение, соответственно. Йоан Кабай, посвятивший английскому футболу пять лет, происходит из Франции, а по отцовской линии — и из Вьетнама.

## Культура и общество
Профессор университета Эссекса Ричард Бертхауд выдвинул идею, что между 1970 и 2000 гг. белые семьи в Британии продвинулись к современному индивидуализму, отдалившись тем самым от других традиционных моделей поведения.

### Алкоголь и табакокурение
На основе изучения 243 человек (103 белых, 83 пакистано-британцев и 57 индо-британцев) в Брадфорде (Англия) в 1988 г. был сделан вывод, что белые имеют повышенную склонность к алкоголю и курению по сравнению с азиатобританцами. Это коррелирует с исследованием, проведённым почти 30 лет спустя и выявившим повышенное употребление алкоголя среди белых в Британии, чем среди других групп. В 2017 г. канцелярия мэра Лондона заявила, что: «51 процент этнических меньшинств и 16 процентов белых в Британии в 2017 г. не употребляли алкоголь в течение недели перед опросом». Отчёт Ассоциации паралича за 2018 г. также установил, что белые имеют высочайшие показатели потребления алкоголя и курения в Великобритании.

### Интеграция и представительство
В научных работах и СМИ белые обычно определяются как группа большинства в Великобритании. Не всегда понятно, зависит ли терминология «большинство» от культурного восприятия, статистики (например, переписей СНС и Опросов граждан Статистическим управлением Великобритании) или комбинации различных факторов. Границы термина «белые» или ссылка на белое большинство в Великобритании иногда служат причиной споров и разногласий. Например, в своей работе преподаватель, специализирующийся на расовом представительстве, Ричард Дайер утверждает, что белых в Британии редко спрашивают об их этносе.
Белое население столкнулось с проблемой интеграции и адаптации к мультикультурализму в Великобритании. В рамках исследования, проведённого NatCen Social Research, белым в Великобритании был задан ряд вопросов, включая «Считаете ли Вы, что Вы или большинство белых в Британии возразили бы против намерения близкого родственника вступить в брак с чернокожим или выходцем из Вест-Индии или Азии?» По его результатам с 1983 по 2013 гг. мнение белых участников о «большинстве белых в Британии» упало с примерно 80 % «возразивших бы» до менее чем 60 %, а их личное мнение — с примерно 60 % до немногим более 30 %. Общественно финансируемый Опрос граждан показал, что 56 процентов «белых в Британии» дружили исключительно с другими белыми. В опубликованном в 2005 г. отчёте Статистическое управление Великобритании указало:
На самом деле, именно белые более склонны иметь друзей исключительно своей расы, то есть из числа других белых. Учитывая преобладающее количество белых в Британии и географическую концентрацию этнических меньшинств в крупных конурбациях, многие белые действительно не будут иметь возможности повстречать этнические меньшинства.
Исследование «Индия куортерли» 1982 г. о массовых беспорядках в Великобритании зафиксировало «существенное перемещение местных белых в Британии». В журнале был сделан вывод, что «это произошло в некоторых районах вроде Бирмингема, Брикстона, Манчестера, Саутолла, Токстета, Вулвергемптона» и что «в большей степени эта кластеризация и воспрепятствовала процессу ассимиляции». После переписи населения Великобритании 1991 г. газета «Индепендент» сообщила: «Британия в целом всё ещё остаётся очень белой; в ней нет ничего „мультикультурного“. По переписи 1991 г. этнические меньшинства достигли 5,5 % населения: то есть немногим более трёх миллионов человек при совокупном населении около 55 миллионов человек».
В 2000 г. в «Обсервер» изложили демографический прогноз, согласно которому белые станут меньшинством во всех или некоторых регионах Великобритании, оставаясь при этом крупнейшей группой по сравнению с другими группами меньшинств (это иногда упоминается, как сценарий большинства в меньшинстве). Советник правительства Ли Джаспер заявил, что «демография показывает, что белые в Лондоне к 2010 г. станут меньшинством», и что «к концу века мы можем увидеть чернокожее большинство в Британии». Ведущий британский исследовательский центр по расовому равенству Runnymede Trust подверг сомнению предположения о будущих показателях рождаемости и «неадекватность в использовании термина „белые“». Журналист Ясмин Алибхай-Браун отметила в отношении этого отчёта, что в Британии «это беспокоит лишь белых».
Исследование «Этник энд рейшал стадиз» 2010 г., проанализировавшее данные переписей Великобритании и США, показало, что белые уроженцы Великобритании с большей вероятностью имели чернокожего партнёра или супруга, чем белые американцы. Что касается переписей, то категория белых британцев временами становилась предметом демографических исследований (чаще других категорий, особенно белых ирландцев) в том числе в журнальных СМИ. В 2012 г. «Дейли телеграф» сообщила, что сокращение доли белых по переписи 2011 г. произошло «вопреки притоку» белых поляков.

## Социальная политика

### Занятость и жилищные условия
В отчёте Института Смита 2005 г. о миграции было отмечено, что уровни дохода и безработицы «рождённых в Британии белых индивидуумов» и «рождённых за рубежом белых» в Великобритании были примерно равны, но существенно отличались от уровня «небелых иммигрантов». По данным Научно-исследовательского центра социальных проблем, в вопросе доходов по-прежнему существует значительная разнородность и среди белого населения. В 2008 г. этот оксфордский центр также определил, что доля бедных домохозяйств среди белых была в два раза меньше, чем среди этнических меньшинств. В 2009 г. исследователь Исландского университета Кьяртан Свейнсон написал для публикации Runnymede Trust:
Мнимые этнические проблемы белого рабочего класса, вместо истинных, классовых проблем и вынуждают эту группу напрямую конкурировать с группами этнических меньшинств. По сути, это не слишком помогает устранить реальное и вполне обоснованное недовольство бедных белых в Британии.
С 2012 по 2013 гг. Комиссия по равенству и правам человека обнаружила, что вероятность того, что случайно взятый белый будет жить в бедности, намного меньше, чем таковая вероятность для так называемых «этнических меньшинств».
Исследование Британского конгресса тред-юнионов 2017 г., которое принимало во внимание Шотландское правительство, показало, что уровень общей занятости белых был выше, чем у других расовых групп в Британии, а вероятность такого ненадёжного трудоустройства, как сезонные или агентские работы, наоборот, ниже. В 2019 г. было установлено, что по демографии доходов индобританцы являются единственной этнической группой по терминологии переписи населения, доходы которой в Великобритании сравнимы с доходами белых.
Белые в Великобритании отличаются самыми низкими показателями стеснённости домохозяйств: эту проблему испытывает лишь 2 % белых.

### Дискриминация
Белые сталкиваются с меньшей дискриминацией в Великобритании, чем этнические меньшинства. Например, Европейская сеть против расизма отмечает, что белые в этой стране имеют примерно в шесть раз меньший шанс быть остановленными полицией, чем чернокожие, и в два раза меньший — чем азиаты. Исследование о британских выборах опросило «белых» в Британии в числе популяции из 2049 представителей этнических меньшинств о равных возможностях в британском обществе.
Центр экономического результата в своём исследовании 2014 г. показал, что «многие белые в Великобритании ощущают активную дискриминацию со стороны жилищных ассоциаций в угоду иммигрантам и этническим меньшинствам». Анализируя этот тезис, профессор Алан Маннинг не обнаружил «никаких реальных оснований для ощущения белыми такой дискриминации». Известная журналистка данных Мона Чалаби предположила в 2015 г., что, пока расизм со стороны белых в Великобритании имеет большее значение, чем со стороны этнических меньшинств, «многие другие белые в Британии будут искренне считать, что расизм проявляется и по отношению к ним». Журналист Саймон Кельнер заявил о похожем взгляде на ситуацию, задавшись вопросом: «Могут ли белые в Британии реально ощущать себя жертвами расизма?».
В 2016 г. Министерство юстиции выпустило отчёт, в котором отметило, что «белые в Британии» имеют в четыре раза меньший шанс оказаться в тюрьме, чем чернокожие британцы. В 2017 г. Полицейская, пожарная и спасательная инспекция Её Величества при изучении данных по Англии и Уэльсу установила, что «белые в Великобритании с большей частотой оказываются перевозчиками наркотиков, будучи остановленными для проверке на дороге, но, по сравнению с чернокожими, привлекающими большее внимание полиции, останавливают их для проверки значительно реже». По данным Министерства внутренних дел за 2017—2018 гг. видно, что Дорсет оказался графством, где вероятность белых быть допрошенными полицией была наименьшей по сравнению с группами этнических меньшинств. Белые примерно в 17 раз реже останавливались полицией для проведения обыска на дороге.
По опросу ICM Research 2013—2018 гг. лишь 4 % белых в Великобритании считали, что их когда-либо принимали за магазинных воришек; 9 % — считали, что их когда-либо просили покинуть заведение именно по подозрению в чём-либо; 18 % — считали, что им когда-либо несправедливо отказывали при приёме на работу; 52 % — считали, что когда-либо незнакомцы были грубы или оскорбительны к ним. Аналогичные результаты при опросе представителей ЧАЭМ оказались следующими: 47 % (приняты за магазинных воришек), 25 % (попрошены уйти), 43 % (не получили работу), 69 % (подвергнуты оскорблениям). Отчёт Совета ООН по правам человека 2019 г. показал, что Отдел расового неравенства Секретариата Кабинета министров сделал множество наблюдений в отношении расизма, включая следующее: «Одним из главных наблюдений, сделанных в ходе аудита, стало то, что этническим меньшинствам в Великобритании живётся хуже, чем белым». В 2020 г. Си-эн-эн и опрос Savanta ComRes показали среди прочих наблюдений, что примерно половина белых в этой стране считали, что этнические меньшинства справедливо представлены в фильмах и по телевидению (тогда как с ними согласилось лишь 17 % чернокожих британцев). Процент белых, заявивших об уважительном отношении к ним со стороны британской полиции, в два раза превысил процент аналогичных ответов чернокожих опрошенных.

### Здравоохранение
Изучение процента заболеваемости раком молочной железы в Бирмингеме (Англия) в 1983 г. привело к выводу, что белые в Великобритании значительно более подвержены ему, чем чернокожие и азиаты, иммигрировавшие в эту страну. Изучению подверглись белые, рождённые либо в Великобритании, либо в Ирландии. Исследование 1999 г. установило, что белые в стране имели более низкую смертность от инсульта, чем чернокожие. При этом данные 2018 г. показали, что белые в два раза чаще страдают от инсульта, чем чернокожие.
В 2007 г. профессор Эндрю Хаттерсли изучал геномы белых в Великобритании (а также в Финляндии и Италии), когда обнаружил то, что̀ некоторые учёные называют первой явной генетической связью через ген FTO с ожирением.
Белые — расовая группа, которая имеет больше всего шансов заболеть мерцательной аритмией. Среди прочих примеров неравенства исследование 2019 г. привело такой, что белым в Британии приём антипсихотиков (в рамках лечения слабоумия) назначался в среднем на примерно 4 недели короче, чем чернокожим британцам, что приводило к превышению рекомендованной дозировки для последних.
Белые имеют меньше шансов умереть от COVID-19, чем любая другая расовая группа в Великобритании. Белые в этой стране имеют в два раза меньшие шансы умереть от вируса, чем чернокожие британцы, и равные шансы — с синобританцами. Белые мужчины подвержены практически в два раза меньшему риску, чем мужчины бенгалобританского или пакистанобританского происхождения. Профессор Дэвид Р. Уильямс проанализировал «исследования, согласно которым даже при прочих равных условиях возраста, жилья, образования и здравоохранения чернокожие в Великобритании умирают в большей пропорции, чем белые».